# Macrostylis urceolata
Macrostylis urceolata är en kräftdjursart som beskrevs av Boris Vladimirovich Mezhov1989. Macrostylis urceolata ingår i släktet Macrostylis och familjen Macrostylidae. Inga underarter finns listade i Catalogue of Life.